# Sarah Felberbaum
Sarah Frances Rose Felberbaum (Londra, 20 marzo 1980) è un'attrice, modella e conduttrice televisiva britannica naturalizzata italiana.

## Biografia
Nata a Londra da madre inglese e padre statunitense, di origini ebraiche russo-ungheresi, si trasferisce con la famiglia in Italia all'età di appena un anno. Ha studiato recitazione con Gisella Burinato.
All'età di quindici anni comincia a lavorare come modella in Italia. Successivamente è protagonista di varie campagne pubblicitarie, tra cui una serie di spot, con Sergio Castellitto e Francesco Mandelli che la rende nota al grande pubblico televisivo. Compare anche in alcuni videoclip: Come voglio (1999) e Magari meno (2002) degli Zero Assoluto e Contromano (2005) di Nek. Nel 2000 esordisce come conduttrice nel programma musicale Top of the Pops, in onda su Rai 2. L'anno seguente compare occasionalmente nel ruolo di Lucia nella sit-com Via Zanardi, 33, diretta da Antonello De Leo e trasmessa su Italia 1. Nel 2002 esordisce su Rai 1 come conduttrice di Unomattina Estate.
Nel 2003 conduce la prima edizione di Sky Cine News, con Luca Argentero. Nel 2004 pubblica il romanzo Baby Vogue, vincitore del premio Cortina, e per Sky Cinema Classics conduce Hollywood Boulevard. Nel 2005 interpreta il ruolo di Carlotta nella miniserie TV Caterina e le sue figlie di Fabio Jephcott, in onda su Canale 5, e gira la miniserie Giorni da Leone 2, diretta da Francesco Barilli e trasmessa il 5 settembre 2006 da Rai 1, ma interrotta dopo la messa in onda della prima puntata per gli scarsi ascolti. L'anno successivo gira la miniserie in sei puntate Caterina e le sue figlie 2, regia di Luigi Parisi e Vincenzo Terracciano, in onda nel 2007, e Caravaggio, miniserie in due puntate diretta da Angelo Longoni, in onda nel 2008 su Rai 1.
Nel 2007 gira come protagonista, nel ruolo di "Agnese Ristori", La figlia di Elisa - Ritorno a Rivombrosa, regia di Stefano Alleva, miniserie in otto puntate, in onda dal 4 novembre dello stesso anno su Canale 5. Sempre nello stesso anno esordisce nel cinema con il film Cardiofitness, per la regia di Fabio Tagliavia. Inoltre dal 26 dicembre appare nuovamente in Giorni da Leone 2, in onda questa volta su Rai 2. Nel 2008 è membro della giuria di qualità per la sezione Giovani del Festival di Sanremo. Nell'estate 2008 nel ruolo di "Elsa Corzani" è la protagonista femminile di Mal'aria, regia di Paolo Bianchini, miniserie in 2 puntate in onda su Rai 1 nel 2009. A settembre del 2008 interpreta il ruolo di "Letizia" nel film per il cinema Aspettando Godard, regia di Alessandro Aronadio, nelle sale nel 2010 con il titolo definitivo Due vite per caso.
Nel 2010 è di nuovo Carlotta nella miniserie in 8 puntate Caterina e le sue figlie 3, regia di Alessandro Benvenuti, Alessio Inturri e Riccardo Mosca. Tra il 2009 e il 2010 gira i film  Ti presento un amico, regia di Carlo Vanzina, e Maschi contro femmine, regia di Fausto Brizzi, e poi appare anche nel sequel Femmine contro maschi sempre diretto da Brizzi. Nel 2011 è protagonista femminile nel film di Andrea Molaioli Il gioiellino e la sua interpretazione le vale la sua prima candidatura ai prestigiosi David di Donatello come miglior attrice protagonista.
Nel 2012 gira la fiction Il giovane Montalbano interpretando il ruolo di Livia, storica fidanzata del commissario nella serie madre. Sempre a partire dal 2012 è tra i protagonisti di Una grande famiglia, fiction articolata in tre serie per 21 puntate complessive, dove interpreta "Nicoletta Rengoni", figlia della protagonista e quarta di cinque fratelli. Entrambe trasmesse su Rai 1. Nel 2012 poi recita nel film Viva l'Italia. Nel 2013 recita nel film Il principe abusivo che vede l'esordio alla regia di Alessandro Siani, anche protagonista del film. Partecipa anche a Una piccola impresa meridionale di Rocco Papaleo.
Nel 2015 è di nuovo Livia nella seconda serie del Giovane Montalbano e recita nel fim Poli opposti di Max Croci.
Nel 2016 entra a far parte del cast della serie TV I Medici, in onda su Rai 1, al fianco di Richard Madden e Dustin Hoffman.
Nel 2021 recita nel film Come un gatto in tangenziale - Ritorno a Coccia di Morto nel ruolo di Camilla, compagna di Giovanni (Antonio Albanese).
Nel 2022 è "Giulia Vianello" nella fiction ambientata a Venezia Non mi lasciare.

## Vita privata
Il 23 dicembre 2015 ha sposato alle Maldive il calciatore Daniele De Rossi, con cui era fidanzata dal 2010.
La coppia ha avuto due figli, Olivia Rose, nata il 14 febbraio 2014, e Noah, nato il 3 settembre 2016.

## Filmografia

### Cinema
- Cardiofitness, regia di Fabio Tagliavia (2007)
- Due vite per caso, regia di Alessandro Aronadio (2010)
- Ti presento un amico, regia di Carlo Vanzina (2010)
- Maschi contro femmine, regia di Fausto Brizzi (2010)
- Femmine contro maschi, regia di Fausto Brizzi (2010)
- Il gioiellino, regia di Andrea Molaioli (2011)
- Viva l'Italia, regia di Massimiliano Bruno (2012)
- Il principe abusivo, regia di Alessandro Siani (2013)
- Una piccola impresa meridionale, regia di Rocco Papaleo (2013)
- Poli opposti, regia di Max Croci (2015)
- Tu mi nascondi qualcosa, regia di Giuseppe Loconsole (2018)
- Nessuno come noi, regia di Volfango De Biasi (2018)
- Uno di famiglia, regia di Alessio Maria Federici (2018)
- Bentornato Presidente, regia di Giancarlo Fontana e Giuseppe Stasi (2019)
- Non sono un assassino, regia di Andrea Zaccariello (2019)
- Come un gatto in tangenziale - Ritorno a Coccia di Morto, regia di Riccardo Milani (2021)
- Sposa in rosso, regia di Gianni Costantino (2022)

### Televisione
- Via Zanardi, 33 – sitcom TV, 4 episodi (2001)
- Caterina e le sue figlie – serie TV, 18 episodi (2005-2010)
- La figlia di Elisa - Ritorno a Rivombrosa – serie TV, 8 episodi (2007)
- Caravaggio, regia di Angelo Longoni – miniserie TV (2007)
- Giorni da Leone 2, regia di Francesco Barilli – miniserie TV, 2 episodi (2008)
- Mal'aria, regia di Paolo Bianchini – miniserie TV (2009)
- Caldo criminale, regia di Eros Puglielli – film TV (2010)
- Il giovane Montalbano – serie TV, 10 episodi (2012-2015)
- Una grande famiglia – serie TV, 21 episodi (2012-2015)
- I Medici (Medici: Masters of Florence) – serie TV, 4 episodi (2016)
- Non mi lasciare – serie TV (2022)
- Tina Anselmi - Una vita per la democrazia, regia di Luciano Manuzzi – docu-drama (2023)
- Maschi veri – serie TV (2025)

### Cortometraggi
- La stagione dell'amore, regia di Antonio Silvestre (2012)

## Programmi televisivi
- Top of the Pops (2000-2001)
- Concerto del Primo Maggio (2001)
- Unomattina Estate (2002)
- Premio Campiello (2002)
- Sky Cine News (2003-2004)
- Hollywood Boulevard (2004)
- Stasera casa Mika (2016)

## Videoclip
- Come voglio degli Zero Assoluto (1999)
- Magari meno degli Zero Assoluto (2002)
- Contromano di Nek (2005)
- Il mio pensiero di Ligabue (2008)
- L'ultimo ostacolo di Paola Turci (2019)

## Opere
- Baby Vogue, collana Farfalle, Marsilio, 2004, ISBN 9788831784221.[5]

## Riconoscimenti
- David di Donatello
  - 2011 – Candidatura alla migliore attrice protagonista per Il gioiellino

- Nastro d'argento
  - 2011 – Premio Guglielmo Biraghi per Il gioiellino

- Capri Hollywood
  - 2010 – Capri Exploit Award per Due vite per caso

- Premio Cortina d'Ampezzo
  - per il romanzo Baby Vogue

- WorldFest-Houston International Film Festival
  - 2020 – Candidatura al Remy Award migliore attrice per Non sono un assassino